# Bureau de la communauté haïtienne de Montréal
Le Bureau de la communauté haïtienne de Montréal (anciennement le Bureau de la communauté chrétienne des Haïtiens de Montréal) est un organisme communautaire à but non lucratif, fondé le 12 novembre 1972. par deux exilés membres du clergé haïtien, qui aide des familles défavorisées à sortir de l'isolement et de la pauvreté à travers la réussite sociale. Il a longtemps été considéré comme le principal foyer d’accueil et de défense des Haïtiens à Montréal.